# Schnakenbek
Schnakenbek est une commune allemande du Schleswig-Holstein, située sur l'Elbe, dans l'arrondissement du duché de Lauenbourg (Kreis Herzogtum Lauenburg), à quatre kilomètres au nord-ouest de la ville de Lauenburg/Elbe. Schnakenbek est l'une des dix communes de l'Amt Lütau dont le siège est à Lauenburg.